# Wojciechów (Chełm)
Pour les articles homonymes, voir Wojciechów.
Wojciechów (prononciation : [vɔi̯ˈt͡ɕexuf]) est un village polonais de la gmina de Siedliszcze dans le powiat de Chełm de la voïvodie de Lublin dans l'est de la Pologne.
Il se situe à environ 8 kilomètres à l'ouest de Siedliszcze (siège de la gmina), 30 kilomètres à l'ouest de Chełm (siège du powiat) et 35 kilomètres à l'est de Lublin (capitale de la voïvodie).

## Histoire
De 1975 à 1998, le village est attaché administrativement à la voïvodie de Chełm.

Depuis 1999, il fait partie de la voïvodie de Lublin.